# AEGON Pro Series Nottingham 2014
L'AEGON Pro Series Nottingham 2014 è stato un torneo di tennis facente parte della categoria ITF Men's Circuit nell'ambito dell'ITF Men's Circuit 2014 e dell'ITF Women's Circuit nell'ambito dell'ITF Women's Circuit 2014. Sia il torneo maschile che quello femminile si sono giocati a Nottingham in Gran Bretagna dal 17 al 23 febbraio 2014 su campi in cemento indoor.

## Vincitori

### Singolare femminile
Ekaterina Byčkova ha battuto in finale  Pauline Parmentier che si è ritirata sul punteggio di 3–0

### Doppio femminile
Jocelyn Rae /  Anna Smith hanno battuto in finale  Naomi Broady /  Renata Voráčová con il punteggio di 7–6(8–6), 6–4

### Singolare maschile
Daniel Smethurst ha battuto in finale  Edward Corrie con il punteggio di 6–3, 6–2

### Doppio maschile
Rémi Boutillier /  Quentin Halys hanno battuto in finale  Liam Broady /  James Cluskey con il punteggio di 6–2, 0–6, [10–8]